# BIOS
BIOS (eng. basic input/output system, osnovni ulazno/izlazni sustav) je naziv za standardni računalni program koji se prvi pokreće nakon uključenja osobnih računala IBM PC i njima kompatibilnih. BIOS postavlja osnovne radne parametre računalnog sklopovlja te pronalazi i učitava operacijski sustav u radnu memoriju (RAM).
Kod nekih sustava umjest BIOSa rabi se naziv sistemski ROM, ovaj naziv se često rabio kod kućnih računala tokom 1970-tih i 1980-tih godina. Slični programi za početno pokretanje (podizanje) operacijskog sustava (eng. boot loaders) postoje i na osobnim računalima drugih kategorija (npr. računala Sun i PowerPC). Od kasnih 1990-tih razvojem računala i porastom njihovih sposobnosti dovela su na vidjelo ograničenja BIOS arhitetekture. Kroz 1990-te na Sun Microsystems razvila je Open Firmware (slobodni firmware) koji je kasnije postao standard IEEE 1275-1994 od 1998. godine i koji je postao sastavni dio mnogih računalskih sistema, osobito proizvođača koji nisu rabili x86 arhitekture. Nakon 2011. godine i pojave Extensible Firmware Interface (EFI) (sučelje za proširljivi firmware), BIOS sve više gubi primat kao osnovni dio računarskih sistema u x86 arhitekturama, i BIOS je potisnut kao ostaviština (legacy) radi održavanja sukladnosti s ostrajelim softverskim i sklopovnim proizvodima.

## Etimologija
Pojam BIOS se prvi puta pojavio u operacijskom sustavu CP/M gdje je označavao onaj dio operacijskog sustava koji se učitava tijekom pokretanja računala i koji izravno upravlja sklopovljem. Ova računala imala su u ROM-u jednostavan program koji bi pokrenuo disketnu jedinicu i s umetnute inicijalne (boot) diskete učitao BIOS.

## Dizajn i uporaba
BIOS je bio obično napisan u assembleru i prilagođen određenom sklopovlju računala, no sada (2014.) zbog složenosti i veličine memorija sve više se rabe viši programski jezici (C++, Eiffel, dok se samo neki dijelovi BIOSa optimiziraju u assembleru radi skraćivanja razvojnog ciklusa i da bi se pojefitnilo kasnije održavanje. BIOS je spremljen je u memorijski čip na matičnoj ploči računala koji čuva sadržaj i kada nema napajanja.
BIOS sadrži i malu softversku biblioteku ulazno-izlaznih funkcija za upravljanje tipkovnicom, zaslonom, diskovnim uređajima itd. Operacijski sustav može koristiti te funkcije za upravljanje sklopovljem ili pak može imati svoje funkcije za tu namjenu. Neki dijelovi računala, npr. grafička kartica, DVD, mrežna kartica i SCSI međusklop, mogu sadržavati svoj BIOS koji proširuje funkcije osnovnog BIOS-a na matičnoj ploči.

## BIOS u IBM kompatibilnim matičnim pločama
BIOS kod mnogih IBM kompatibilnim matičnim nudi jednostavno korisničko sučelje, obično u obliku skupa izbornika, u kojeg se ulazi pritiskom određene tipke (npr. Delete, F2, F10) nakon uključenja računala, a namijenjeno je za podešavanje nekih parametara računala:
- izbor nekih parametara sklopovlja
- postavljanje sistemskog sata
- omogućavanje ili onemogućavanje nekih dijelova računala
- izbor uređaja za pokretanje sustava (eng. boot device)
- postavljanje nekih zaporki, npr. zaporke koja omogućuje nastavak podizanja računala i učitavanje operacijskog sustava i zaparke za ulaz u sam BIOS